# Угрюмов, Михаил Вениаминович
Михаи́л Вениами́нович Угрю́мов (род. 11 апреля 1947 года, Саратов) — советский и российский нейрофизиолог, нейроэндокринолог. Доктор биологических наук (1985), академик Российской академии наук (2006; член-корреспондент РАН с 1997).

## Биография
Окончил медико-биологический факультет 2-МОЛГМИ. В 1973 году защитил кандидатскую диссертацию «Функционально-морфологический анализ интактной и новообразованной после гипофизэктомии задней доли гипофиза крысы», а в 1985 году — докторскую диссертацию «Формирование специфических нейронных систем гипоталамуса и путей транспорта нейрогормонов в процессе становления нейроэндокринной регуляции в онтогенезе : морфо-функциональный анализ».
Заведующий лабораторией нервных и нейроэндокринных регуляций Института биологии развития (с 1987). C 1991 по 2006 годы был профессором Университета Пьера и Марии Кюри во Франции.
Член-корреспондент РАН c 30 мая 1997 года по Отделению физиологии (физиология человека и животных), академик РАН с 25 мая 2006 — Отделение биологических наук (физиология).

## Награды
- 1995 — Премия имени Л. А. Орбели — за цикл работ «Гипоталамогипофизарный комплекс и пути нейрогормональной регуляции: филогенез, онтогенез, пластичность»

- 2019 — Золотая медаль имени И. М. Сеченова — за цикл работ «Исследование роли мозга в нервной и нейроэндокринной регуляциях в онтогенезе и при нейродегенеративных заболеваниях»

- 2023 — Медаль ордена «За заслуги перед Отечеством» II степени — за заслуги в научной деятельности и многолетнюю добросовестную работу[3]